# Języki filipińskie

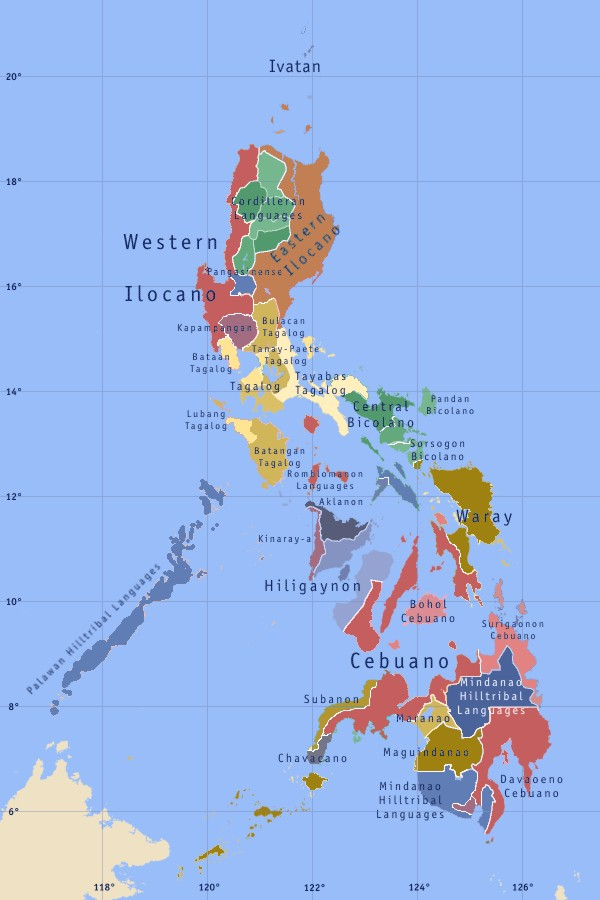
Główne grupy językowe na Filipinach

Języki filipińskie – grupa obejmująca 179 języków z rodziny austronezyjskiej, używanych przede wszystkim na Filipinach oraz na indonezyjskiej wyspie Celebes (Sulawesi).

## Języki państwowe i oficjalne na Filipinach
W okresie kolonialnym, trwającym ponad 300 lat, język hiszpański był językiem oficjalnym. Także po wojnie amerykańsko-hiszpańskiej w konstytucji 1899 potwierdzono dominację tego języka. W konstytucji z 1987 język hiszpański stracił swoje oficjalne znaczenie. Obok filipińskiego oficjalnym językiem Filipin jest dziś język angielski.

## Klasyfikacja
Historyczna propozycja podziału języków filipińskich (C.D. McFarland 1980):
- języki iwatańskie
- języki północnofilipińskie
- języki mezofilipińskie
- języki południowofilipińskie
- języki samańskie
- języki południowomindanajskie